# Kruis van Lotharingen
Het kruis van Lotharingen (Frans: Croix de Lorraine), ook Lotharings kruis of Lorraine-kruis genoemd, is een bekend heraldisch symbool, dat onder meer gebruikt werd door de Vrije Fransen tijdens de Tweede Wereldoorlog en later door het gaullisme in Frankrijk. Vroeger werd het ook kruis van Anjou (Croix d'Anjou) genoemd, omdat het in het wapenschild van het Huis Anjou voorkwam.
Het kruis van Lotharingen is een kruis met twee horizontale balken. Oorspronkelijk waren de balken van dezelfde lengte, maar later werd de bovenste balk korter dan de onderste, net als het patriarchaal kruis.

## Oorsprong
Het dubbele kruis was oorspronkelijk de vorm van een schrijn waarin een stuk van het Ware Kruis werd bewaard. Deze relikwie werd oorspronkelijk in Constantinopel bewaard, maar na de plundering van deze stad tijdens de Vierde Kruistocht kwamen er relikwieën van het Heilig Kruis in Europa terecht. Zo kwam de abdij La Boissière in Anjou in 1244 in het bezit van een dergelijke reliek. Tijdens de Honderdjarige Oorlog werd zij in veiligheid gebracht bij de Jakobijnen van Angers. Dit Ware Kruis van Anjou wordt vanaf 1790 bewaard in de kapel van La Girouardière in Baugé. De hertogen van Anjou hadden voor de relikwie een grote verering. 
Sinds René I van Anjou in 1431 hertog van Lotharingen werd, raakte het kruis van Anjou bekend als symbool voor die streek, hoewel het nooit voorkwam in het eigenlijke wapen van Lotharingen. De kortstondige republiek Elzas-Lotharingen die op het einde van de Eerste Wereldoorlog zich van Duitsland losscheurde, heeft het kruis even op haar vlag gevoerd.
Lodewijk I, koning van Hongarije en Polen en lid van het huis Anjou-Sicilië, voerde het kruis op zijn wapenschild. Sindsdien staat het Lotharings kruis op het wapen van Hongarije. Ook Slowakije, dat historisch een deel van Hongarije was; voert het kruis vandaag nog op zijn wapen en zijn vlag.  Ook Litouwen voert het kruis op zijn wapen, aan het schild van de ridder, en ook bij zijn luchtmacht.

## Symbool van Vrije Fransen en gaullisten
Het kruis werd ingevoerd als symbool van de Vrije Fransen die de strijd tegen de nazi-Duitsland in 1940 wilden voortzetten, nadat de Franse regering de strijd gestaakt had. Het idee kwam van vice-admiraal Émile Muselier, die op 1 juli 1940 door generaal Charles de Gaulle was benoemd tot bevelhebber van de Vrije Franse Lucht- en Zeestrijdkrachten. Twee dagen nadien bepaalde Muselier, wiens vader uit Lotharingen kwam, dat elk oorlogsschip onder zijn bevel een geus met een (rood) Lotharings kruis zou voeren en dat de vliegtuigen dit kruis op hun kokarde zouden dragen. Het kruis moest de schepen en voertuigen van de Vrije Fransen onderscheiden van de strijdkrachten van Vichy-Frankrijk, dat met Duitsland een wapenstilstand had gesloten. Het was ook bedoeld als symbool van strijd tegen het hakenkruis van de nazi's. 
Het Kruis van Lotharingen werd niet officieel gebruikt voor de Vrije Franse legers op het land, al droegen de meeste militairen (ook generaal De Gaulle zelf) het als insigne. Het verzet in Frankrijk gebruikte het kruis op insignes, vlaggen en armbanden. 
Het Kruis van Lotharingen werd ook meermalen gebruikt voor de decoraties die De Gaulle in het leven riep. Een kruis op een ontbloot zwaard - het Kruis van de Bevrijding (Croix de la libération ) - is het ereteken van de Orde van de Bevrijding, een zeer hoge Franse onderscheiding voor het verzet en de strijd tegen Duitsland in de Tweede Wereldoorlog. Ook op de Verzetsmedaille is het kruis afgebeeld.
Na de oorlog werd het kruis veelvuldig gebruikt op oorlogsmonumenten en gedenktekens. Toen Charles de Gaulle van 1959 tot 1969 president van de Franse Republiek was, gebruikte hij het Lotharings kruis in zijn persoonlijke vlag. Hij heeft echter nooit gewild dat het voorkwam op de Franse nationale vlag of op andere officiële symbolen van de republiek.  
Bij het (graf)monument van De Gaulle in zijn woonplaats Colombey-les-Deux-Églises staat een enorm, 43 meter hoog betonnen kruis van Lotharingen als gedenkteken. De diverse gaullistische partijen hebben meestal een Lotharings Kruis als symbool gebruikt.  
Een aangepaste versie van het kruis dient als symbool van de American Lung Association.
Het kruis lijkt sterk op het kruis van de Litouwse Orde van het Kruis van Vytis.

Vlag van de Vrije Fransen
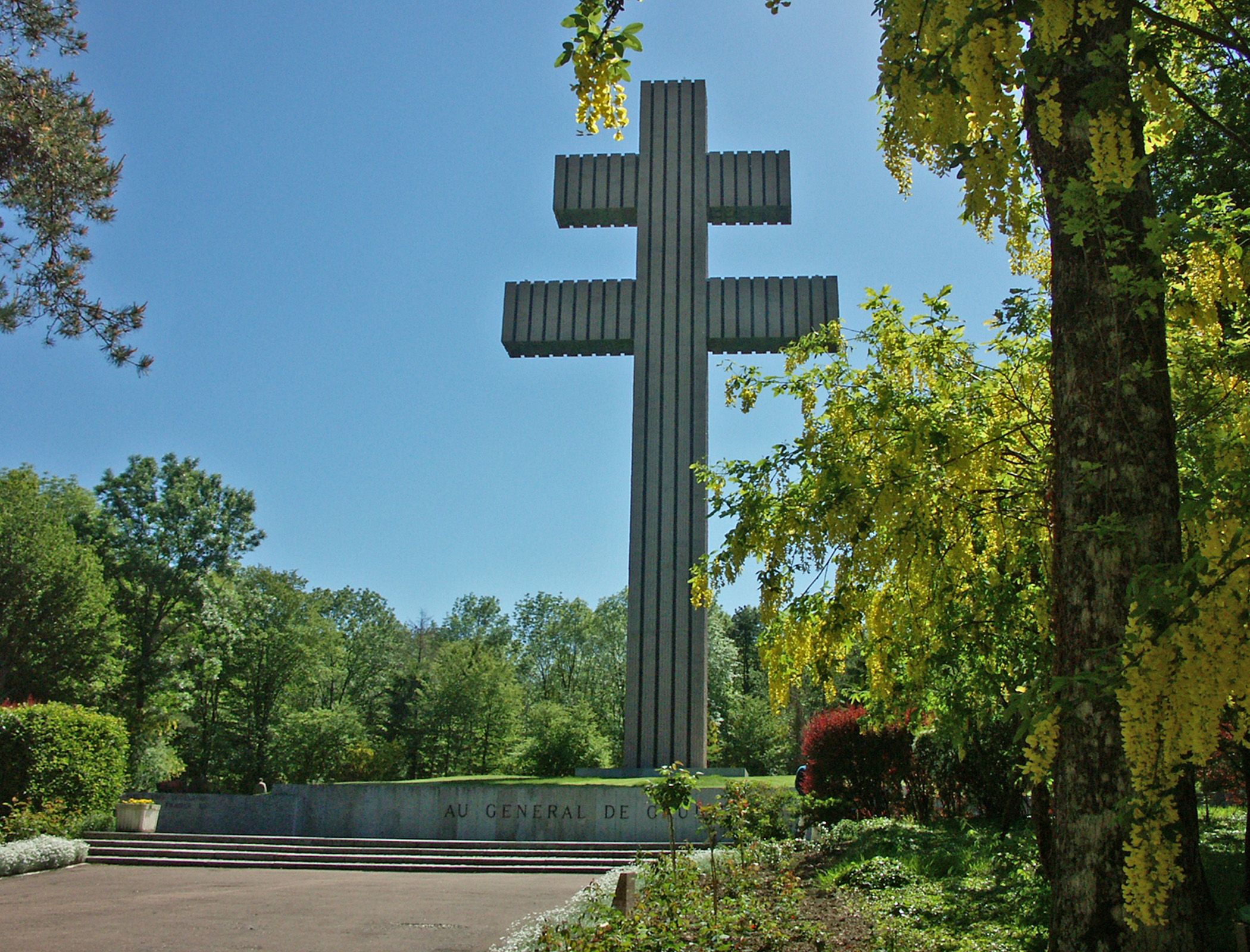
Lotharings kruis bij het grafmonument van De Gaulle
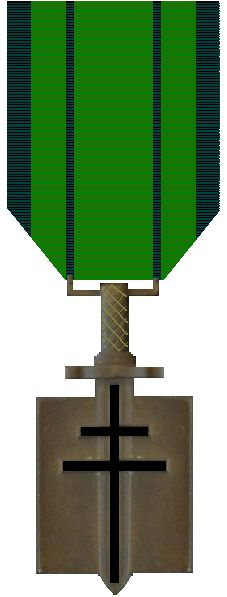
Compagnon de la Liberation
Verzetsmedaille
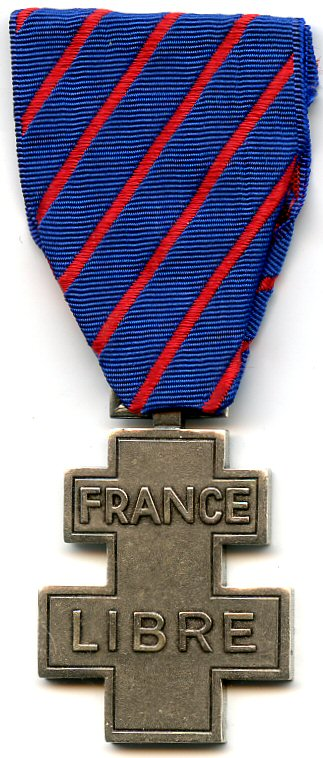
Herinneringsmedaille van de Vrijwilligers van het Vrije Frankrijk
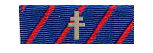
Médaille commémorative des services volontaires dans la France libre
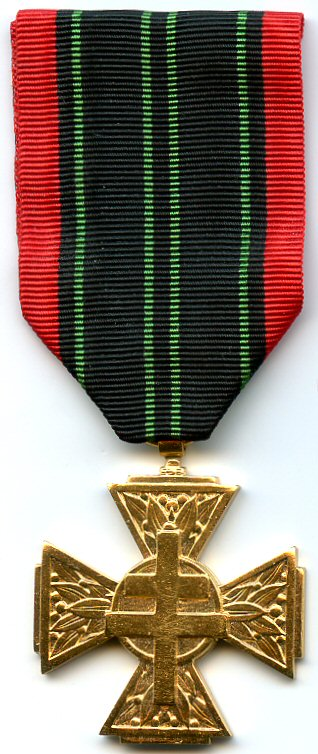
Kruis voor de Vrijwilligers van het Verzet
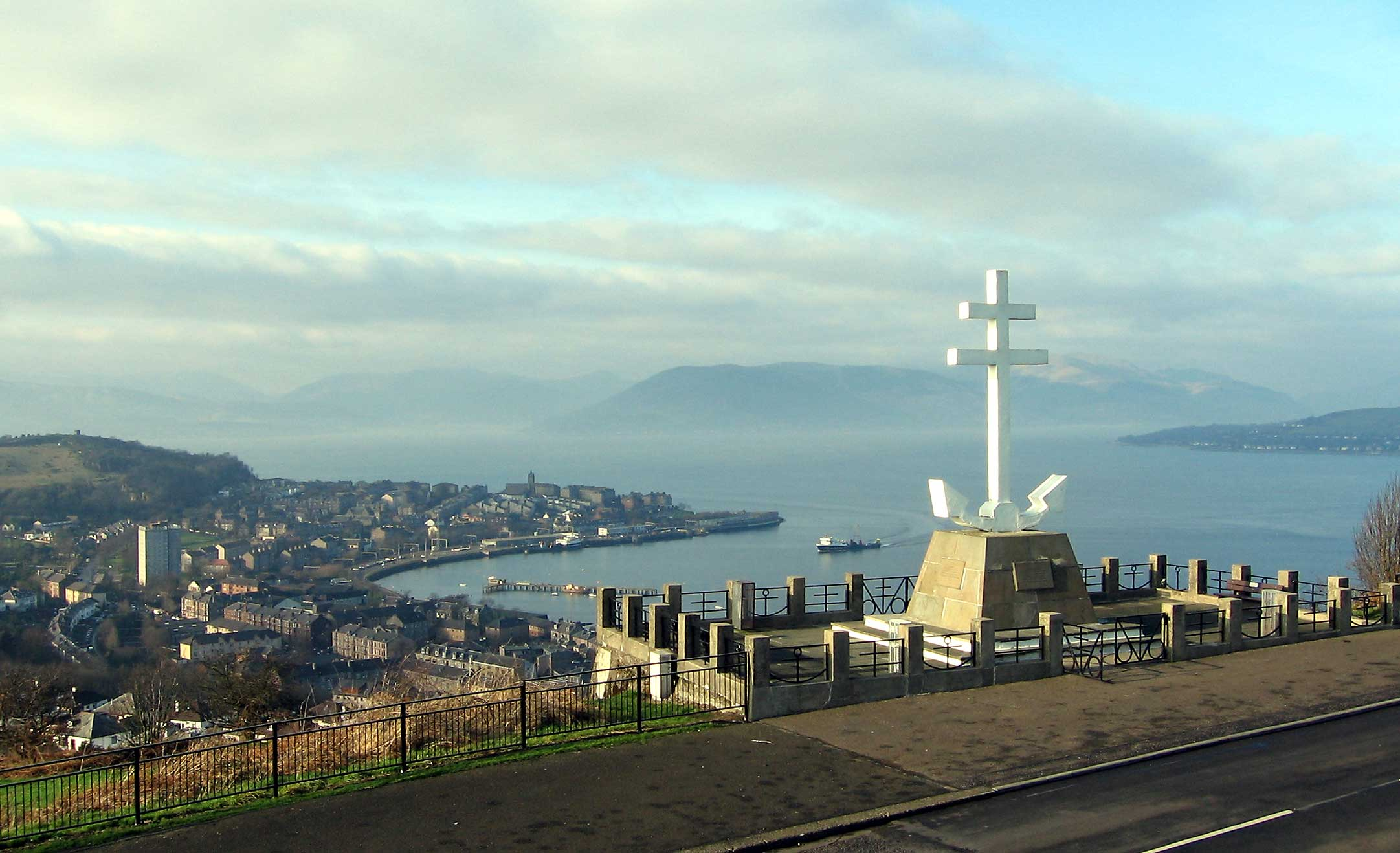
Het Vrije Fransen monument in Greenock, Schotland
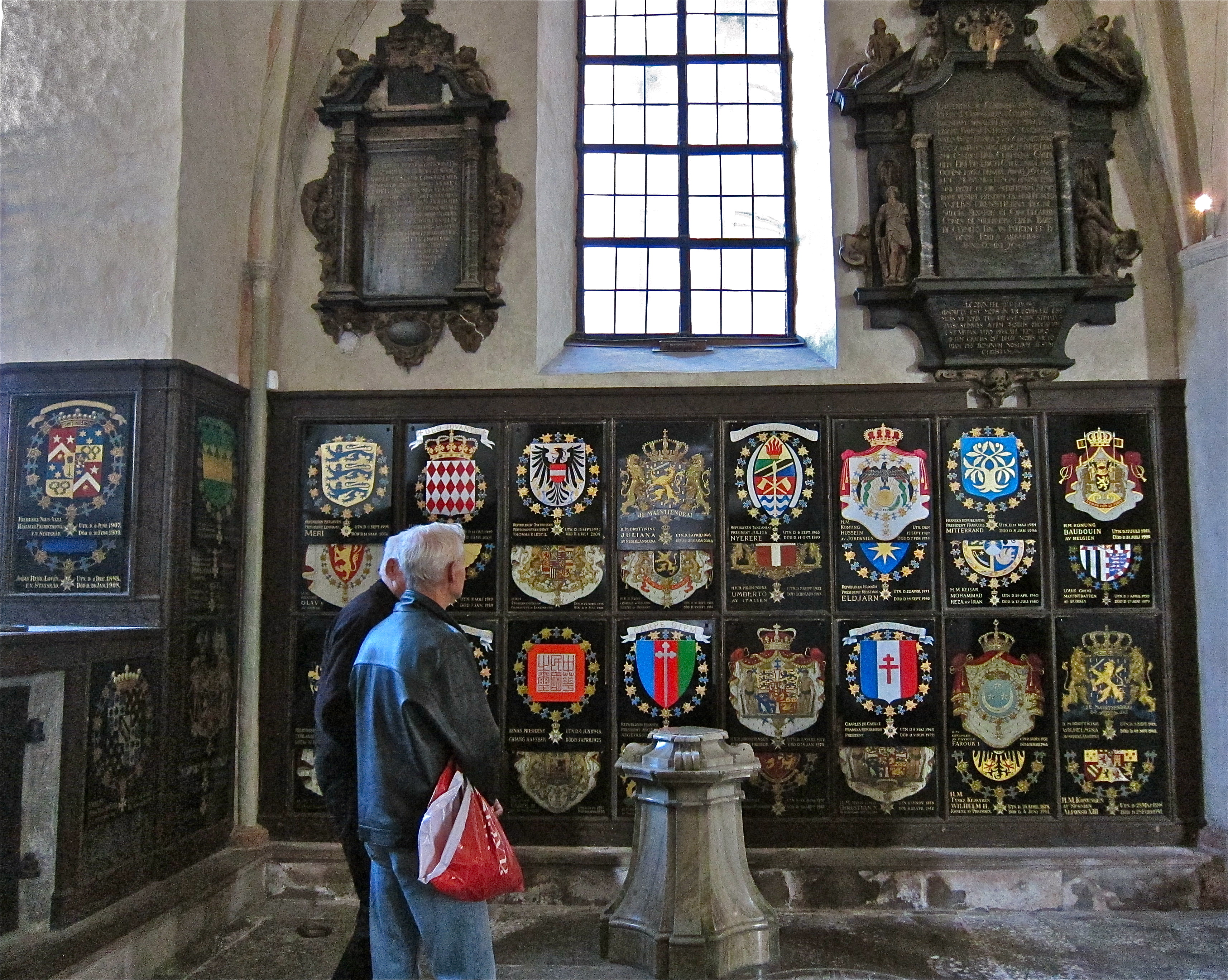
Wapenbord van Charles de Gaulle in de Riddarholmskyrkan

## Andere

Het huidige wapen van Ieper

Het wapen van Ieper beeldt ook het kruis van Lotharingen af bovenaan in het schild. Het eerste gebruik dateert uit 1199 op een stadszegel van de stad Ieper.